# 川上忠重
川上 忠重（かわかみ ただしげ）は、日本の伝熱工学者。工学博士(法政大学)。法政大学理工学部機械工学科教授。

## 略歴
1985年、法政大学工学部機械工学科卒業後、法政大学大学院工学研究科にて機械工学を専攻する。1987年に同大学院博士前期修了、1991年同大学院博士後期を修了した。
1990年から法政大学工学部の非常勤講師を務め、1995年から同学部助教授となった。2004年、同学部教授となり工学部改組後、理工学部教授へと就任した。

## 著作等

### 共著
- 『燃焼現象の基礎』（株式会社オーム社、2001年）
- 『工業熱力学』（東京大学出版会、2010年）

### 論文
- 『対向型急速圧縮装置を用いた高温・高圧下での炭酸ガスを含む炭化水素混合気の燃焼に関する研究』（日本機械学会北陸信越支部第３８期総会・講演論文集 (No.017-1) 187-189 2001年）
- 『密閉容器内希薄混合気での複数点火による火炎伝播に関する研究』（日本機械学会北陸信越支部第３８期総合・講演論文集 (No.017-1) 193-194 2001年）
- 『微小重力下における希薄限界プロパンー空気混合気の燃焼特性に関する実験的研究』（日本機械学会論文集（B編） 第67(第656号) 1073-1077 2001年）
- 『希薄限界混合気の管内火炎伝播に関する微小重力研究』（日本学術会議・宇宙科学研究所 vol.17 273-276 2001年）
- 『小型ガソリン機関を用いた燃料消費率に及ぼす排気管長さの影響について 』（日本機械学会山梨講演会講演論文集 (No.010-4) 221-222 2001年）
- 『対向型急速圧縮装置による高温・高圧下での炭化水素ーＣＯ２－Ｏ２混合気の燃焼特性に関する研究』（日本機械学会山梨講演会講演論文集 (No.010-4) 217-218 2001年）
- 『微小重力法を用いての高温・低酸素雰囲気での廃棄物低質燃料の着火に関する研究』（日本燃焼学会第３９回燃焼シンポシウム 109-110 2001年）など

## 専門分野
- 熱工学
- 燃焼工学
- 化学工学

## 受賞歴
- 日本高等教育開発協会「2022年度日本高等教育開発協会賞」受賞[2]